# Jozef Síkela
Jozef Síkela (prononciation tchèque : [ˈjozɛf ˈsiːkɛla]; né le 17 juin 1967) est un homme politique tchèque et ancien banquier d'investissement, qui est le commissaire européen aux Partenariats internationaux sous la présidence d'Ursula von der Leyen depuis décembre 2024. Auparavant, il a occupé le poste de ministre de l'Industrie et du Commerce de la République tchèque dans le gouvernement de Petr Fiala de décembre 2021 à octobre 2024.

## Carrière politique

### Commissaire européen aux Partenariats internationaux
En décembre 2024, Jozef Síkela a été nommé commissaire européen aux Partenariats internationaux sous la direction d'Ursula von der Leyen. À ce poste, il supervise les efforts de l'Union européenne pour établir et renforcer des partenariats mutuellement bénéfiques avec des pays du monde entier, en mettant l'accent sur la promotion du développement économique durable, la réduction de la pauvreté et le renforcement de la stabilité mondiale.

#### Global Gateway
En tant que commissaire européen aux Partenariats internationaux, Síkela a joué un rôle clé dans la redéfinition de la stratégie Global Gateway. Cette stratégie met l'accent sur des partenariats internationaux inclusifs visant à soutenir le développement durable tant de l'Europe que de ses pays partenaires. Elle se concentre sur des investissements durables dans l'énergie, l'infrastructure, l'éducation et la recherche, la santé et la numérisation.
Sous son mandat, un accent particulier a été mis sur la promotion de la collaboration mutuelle, en veillant à ce que les pays partenaires coopèrent activement avec l'UE pour concevoir et mettre en œuvre des projets. Des initiatives spécifiques dans le cadre du Global Gateway révisé impliquent des projets concrets dans des régions telles que l'Afrique, l'Amérique latine, l'Amérique centrale et l'Asie.

### Ministre de l'Industrie et du Commerce
En novembre 2021, après la démission de Věslav Michalík, Síkela est devenu le nouveau candidat du parti politique Mayors and Independents (STAN) pour le poste de ministre de l'Industrie et du Commerce dans le gouvernement naissant de Petr Fiala (une coalition de SPOLU et PirSTAN). Il a été nommé à ce poste en décembre 2021 par le président tchèque Miloš Zeman au château de Lány.
Pendant son mandat en tant que ministre de l'Industrie et du Commerce, la République tchèque a adopté des législations visant à développer les sources d'énergie renouvelables, en simplifiant le processus d'autorisation des nouvelles sources et en permettant leur utilisation efficace. Cela comprenait la loi sur l'énergie communautaire, qui a permis de partager l'électricité excédentaire générée par des sources renouvelables, et a été récompensée par le prix de la Loi commerciale de l'année en 2024. Le système d'énergie communautaire a été lancé en août 2024.
Son mandat ministériel a également permis à la République tchèque de réduire sa dépendance vis-à-vis des importations de gaz russe, en partie grâce à l'acquisition d'une participation dans le terminal de GNL d'Eemshaven, aux Pays-Bas, en coopération avec le groupe ČEZ, ce qu'il a annoncé en juillet 2022. En novembre 2023, le gouvernement a annoncé qu'il avait acquis, à nouveau en collaboration avec le groupe ČEZ, une participation dans un terminal de GNL à Stade, en Allemagne. Síkela a représenté la République tchèque lors du lancement officiel de la construction du terminal.
Lorsque la République tchèque a assuré la présidence tournante du Conseil de l'Union européenne en 2022, Síkela a présidé les réunions ministérielles du Conseil des affaires étrangères, du Conseil de la compétitivité (COMPET) et du Conseil des transports, des télécommunications et de l'énergie, ce dernier coordonnant la réponse de l'UE aux perturbations des marchés de l'énergie dues à la guerre en Ukraine. Sous sa présidence, les États membres de l'UE sont convenus de mesures-clés ayant contribué à stabiliser les marchés de l'énergie.

## Vie personnelle et intérêts
En dehors de ses engagements politiques et professionnels, Jozef Síkela est connu pour sa passion pour la musique. Il est un grand fan de musique classique, notamment des œuvres de compositeurs tels que Herbert von Karajan, Antonín Dvořák et Bedřich Smetana, ce qui reflète son héritage tchèque. Il apprécie également le jazz, le rock des années 80, les bandes-son de films et la musique du monde, principalement centrée sur l'Afrique.